# Rouze
Rouze (okzitanisch: Rosa) ist ein Ort und eine südfranzösische Gemeinde (commune) mit 85 Einwohnern (Stand 1. Januar 2022) im Département Ariège in der Region Okzitanien.

## Lage
Der Ort Rouze liegt in der Landschaft des Donezan in einer Höhe von etwa 1080 Metern ü. d. M. am Flüsschen Bruyante. Der kleine Kurort Usson-les-Bains, in dessen Nähe die Katharerburg Usson liegt, gehört zum Gemeindegebiet, befindet sich jedoch im Tal der Aude. Ax-les-Thermes liegt etwa 33 Kilometer (Fahrtstrecke) in westlicher Richtung entfernt; die Städte Foix und Pamiers befinden sich etwa 75 bzw. 95 Kilometer nordwestlich. Der spanische Grenzort Puigcerdà ist hingegen nur 56 Kilometer in südwestlicher Richtung entfernt.

## Wirtschaft
Die Einwohner von Rouze leben hauptsächlich von der Landwirtschaft, wobei die Viehwirtschaft und damit die Milch- und Käseproduktion im Vordergrund steht. Außerdem spielt der Kur- und Wandertourismus eine wichtige Rolle im Wirtschaftsleben der kleinen Gemeinde, deren leerstehende Häuser teilweise zu Ferienwohnungen (gîtes) umgebaut wurden.

## Geschichte
Über das Alter des Ortes Rouze herrscht Unklarheit; die etwa zwei Kilometer entfernte Burg Usson wird erstmals im Jahr 1035 erwähnt. Das kleine Gebiet des Donezan gehörte lange zu Aragón, bis König Peter II. es im Jahr 1208 seinen Vasallen, den Grafen von Foix, schenkte. Durch die Eheschließung zwischen Gaston IV. und Eleonore von Navarra  im Jahr 1436 wurden die Beziehungen zum Königreich Navarra enger; Heinrich IV. betrachtete es als zur Krone von Frankreich gehörig.

## Bevölkerungsentwicklung
| Jahr      | 1962 | 1968 | 1975 | 1982 | 1990 | 1999 | 2006 | 2012 | 2018 |
| Einwohner | 145  | 106  | 93   | 80   | 79   | 88   | 91   | 90   | 86   |

Im 19. Jahrhundert hatte der Ort zumeist zwischen 400 und 600 Einwohner. Die Mechanisierung der Landwirtschaft führte im 20. Jahrhundert zu einem Verlust an Arbeitsplätzen und in der Folge zu einem kontinuierlichen Rückgang der Einwohnerzahlen bis auf die Tiefstwerte der letzten Jahrzehnte.

## Sehenswürdigkeiten
- Der Ort eignet sich gut als Ausgangspunkt für Wanderungen in der waldreichen Region des Donezan und im Tal der Aude.
- Die Burgruine Usson ist in jedem Fall einen Besuch wert.
- Eine steinerne Brücke (Pont de Vauban) überspannt das Flüsschen Bruyante in einem Waldtal.